# Gand-Wevelgem 1996
La 58e édition de Gand-Wevelgem a eu lieu le 10 avril 1996. Elle a été remportée par le Belge Tom Steels (Mapei-GB), il est suivi dans le même temps par les Italiens Giovanni Lombardi (Polti) et Fabio Baldato (MG Boys Maglificio-Technogym). 

## Classement final
La course a été remportée par le Belge Tom Steels (Mapei-GB).
| \| Classement général \| Classement général \| Classement général \| Classement général \| Classement général \| \| Coureur \| Coureur \| Pays \| Équipe \| Temps \| \| ------------------ \| ------------------ \| ------------------ \| --------------------------------- \| ------------------ \| \| 1er \| Tom Steels \| Belgique \| Mapei-GB \| 4 h 53 min 00 s \| \| 2e \| Giovanni Lombardi \| Italie \| Polti \| + 0 s \| \| 3e \| Fabio Baldato \| Italie \| MG Boys Maglificio-Technogym \| + 0 s \| \| 4e \| Lars Michaelsen \| Danemark \| Festina-Lotus \| + 0 s \| \| 5e \| Léon van Bon \| Pays-Bas \| Rabobank \| + 0 s \| \| 6e \| Bruno Boscardin \| Italie \| Festina-Lotus \| + 0 s \| \| 7e \| Massimo Strazzer \| Italie \| Brescialat-Verynet \| + 0 s \| \| 8e \| Johan Capiot \| Belgique \| Collstrop-Lystex \| + 0 s \| \| 9e \| Andreï Tchmil \| Ukraine \| Lotto-Isoglass \| + 0 s \| \| 10e \| Silvio Martinello \| Italie \| Saeco-Estro-AS Juvenes San Marino \| + 0 s \| |                   |          |                                   |                 |
| |                   |          |                                   |                 |
| Sources : ProCyclingStats Cycling Archives |                   |          |                                   |                 |
| Classement général |                   |          |                                   |                 |
| Coureur | Coureur           | Pays     | Équipe                            | Temps           |
| 1er | Tom Steels        | Belgique | Mapei-GB                          | 4 h 53 min 00 s |
| 2e | Giovanni Lombardi | Italie   | Polti                             | + 0 s           |
| 3e | Fabio Baldato     | Italie   | MG Boys Maglificio-Technogym      | + 0 s           |
| 4e | Lars Michaelsen   | Danemark | Festina-Lotus                     | + 0 s           |
| 5e | Léon van Bon      | Pays-Bas | Rabobank                          | + 0 s           |
| 6e | Bruno Boscardin   | Italie   | Festina-Lotus                     | + 0 s           |
| 7e | Massimo Strazzer  | Italie   | Brescialat-Verynet                | + 0 s           |
| 8e | Johan Capiot      | Belgique | Collstrop-Lystex                  | + 0 s           |
| 9e | Andreï Tchmil     | Ukraine  | Lotto-Isoglass                    | + 0 s           |
| 10e | Silvio Martinello | Italie   | Saeco-Estro-AS Juvenes San Marino | + 0 s           |